# Thomas Dennstedt
Thomas Dennstedt (* 12. ledna 1959, Lipsko) je bývalý východoněmecký fotbalista, střední obránce, reprezentant Východního Německa (NDR).

## Fotbalová kariéra
Ve východoněmecké oberlize hrál za 1. FC Lokomotive Leipzig a BSG Stahl Riesa, nastoupil ve 156 ligových utkáních a dal 33 gólů. V roce a 1981 vyhrál s 1. FC Lokomotive Leipzig východoněmecký fotbalový pohár. V Poháru vítězů pohárů nastoupil ve 12 utkáních a v Poháru UEFA nastoupil v 7 utkáních a dal 1 gól. Za reprezentaci Východního Německa (NDR) nastoupil v roce 1983 v utkání s Rumunskem.

## Ligová bilance
| Ročník          | Zápasy | Góly | Klub                     |
| --------------- | ------ | ---- | ------------------------ |
| I. liga 1976/77 | 1      | 0    | 1. FC Lokomotive Leipzig |
| I. liga 1977/78 | 18     | 5    | 1. FC Lokomotive Leipzig |
| I. liga 1978/79 | 14     | 3    | 1. FC Lokomotive Leipzig |
| I. liga 1979/80 | 21     | 5    | 1. FC Lokomotive Leipzig |
| I. liga 1980/81 | 25     | 7    | 1. FC Lokomotive Leipzig |
| I. liga 1981/82 | 25     | 7    | 1. FC Lokomotive Leipzig |
| I. liga 1982/83 | 25     | 5    | 1. FC Lokomotive Leipzig |
| I. liga 1983/84 | 10     | 1    | 1. FC Lokomotive Leipzig |
| I. liga 1984/85 | 2      | 0    | 1. FC Lokomotive Leipzig |
| I. liga 1986/87 | 15     | 0    | BSG Stahl Riesa          |
| CELKEM I. liga  | 156    | 33   |                          |